# 요괴대전쟁: 가디언즈
요괴대전쟁: 가디언즈(妖怪大戦争 ガーディアンズ, The Great Yokai War - Guardians)는 일본에서 제작된 미이케 다카시 감독의 2021년 모험, 가족, 판타지 영화이다.

## 출연
- 테라다 코코로
- 스기사키 하나
- 오오사와 타카오
- 오오모리 나오
- 안도 사쿠라 (1986년)
- 오시마 유코
- 아카소 에이지
- 미우라 타카히로
- 엔도 켄이치
- HIKAKIN
- 카미키 류노스케
- 에모토 아키라
- 키타무라 카즈키
- 마츠시마 나나코